# Całkowe równanie Stoeckliego
Całkowe równanie Stoeckliego, czyli całkowa izoterma Stoeckliego – najbardziej ogólne równanie izotermy adsorpcji w mikroporach. Pozwala w sposób ogólny opisać adsorpcję na ciele stałym o dowolnym rozkładzie mikroporów (tzn. strukturalnie niejednorodnym), uwzględniając różnice w modelu adsorpcji wynikające z różnic w ich kształcie mikroporów poprzez odpowiedni dobór tzw. izotermy lokalnej. Równanie to można uważać za analog wcześniej podanego ogólnego całkowego równania adsorpcji na powierzchniach energetycznie niejednorodnych.
{\displaystyle \theta _{t}(p)=\int \limits _{B_{min}}^{B_{max}}F(B)\theta _{l}(p,B)dB,}
gdzie:
- {\displaystyle \theta =a/a_{o}} ({\displaystyle a} – ilość zaadsorbowana, {\displaystyle a_{o}} – pojemność adsorpcyjna) – tzw. adsorpcja względna, dla uproszczenia przez analogię nazywana pokryciem powierzchni,
- {\displaystyle \theta _{t}(p)} – globalna adsorpcja względna (średnia dla wszystkich mikroporów), zależna tylko od ciśnienia {\displaystyle p,}
- {\displaystyle \theta _{l}(p,B)} – lokalna adsorpcja względna – zależna od parametru strukturalnego {\displaystyle B} dla danego miejsca adsorpcyjnego,
- {\displaystyle F(B)} – znormalizowana do jedności funkcja rozkładu parametru strukturalnego {\displaystyle B} (gęstość prawdopodobieństwa) – charakterystyczna dla adsorbentu i adsorbatu.

Izoterma globalna – {\displaystyle \theta _{t}(p),} oraz {\displaystyle \theta _{l}(p,B)} – izoterma lokalna są silnie zależne od temperatury. Funkcja rozkładu parametru strukturalnego F(B) może również słabo zależeć od temperatury.
Jako izotermę lokalną wykorzystuje się przede wszystkim izotermę Dubinina-Raduszkiewicza (DR). Rozwiązanie tego równania pozwala na:
- określenie rozkładu parametru strukturalnego i w konsekwencji rozkładu porów adsorbentu, jeśli:
  - znana jest izoterma globalna – jako zależność teoretyczna {\displaystyle \theta _{t}(p)} lub jako dane eksperymentalne {\displaystyle a(p)} oraz
  - znane jest równanie izotermy lokalnej (model musi być określony na podstawie kształtu porów), z reguły przyjmuje się izotermę DR,
- wyprowadzenie równania izotermy globalnej (analityczne lub numeryczne)
  - znane są: rozkład {\displaystyle F(B)} i izoterma lokalna {\displaystyle \theta _{l}(p,B).}

Równanie to może być stosowane również do opisu adsorpcji z roztworów rozcieńczonych po formalnej zamianie ciśnień {\displaystyle (p)} na stężenia {\displaystyle (c).}